# Chapelle Saint-Vérédème d'Eyguières
La chapelle Saint-Vérédème, à Eyguières, est une chapelle de style roman du département des Bouches-du-Rhône.

## Situation et accès
La chapelle Saint-Vérédème est située à Eyguières, au sud-ouest du village, le long de la route départementale 7 et du sentier de grande randonnée 6.

## Histoire
Saint Vérédème (ou Veredemus), ermite d'origine grecque dans les Alpilles, fut également évêque à Avignon, au début du VIIIe siècle. Il est, de nos jours, le saint patron d'Eyguières.
La chapelle fait l'objet d'un classement au titre des monuments historiques depuis le 16 octobre 1906.